# British Academy Film Award du meilleur court métrage
Le British Academy Film Award du meilleur court métrage (British Academy Film Award for Best Short Film) est une récompense cinématographique britannique décernée depuis 1960 par la British Academy of Film and Television Arts (BAFTA) lors de la cérémonie annuelle des British Academy Film Awards.
En 1984 est décerné un British Academy Film Award du meilleur court métrage d'animation (British Academy Film Award for Best Animated Short Film), qui devient une catégorie régulière à partir de 1993.

## Palmarès
Note : les gagnants sont indiqués en gras. Les années indiquées sont celles au cours desquelles la cérémonie a eu lieu, soit l'année suivant leur sortie en salles (au Royaume-Uni)

### Années 1960
De 1960 à 1972 : Meilleur court-métrage.
- 1960 : Seven Cities of Antarctica
  - Rodin

- 1961 : High Journey – Peter Baylis
  - Return to Life – John Krish
  - Seawards the Great Ships – Hilary Harris

- 1962 : Terminus – John Schlesinger
  - Eyes of a Child
  - Let My People Go – John Krish

- 1963 : La Rivière du hibou – Robert Enrico
  - Kort är sommaren – Bjarne Henning-Jensen
  - Lonely Bo – Wolf Koenig et Roman Kroitor
  - Zoo – Bert Haanstra

- 1964 : Heureux anniversaire – Pierre Étaix
  - Snow – Geoffrey Jones
  - The War Game – Mai Zetterling
  - Zeilen – Hattum Hoving

- 1965 : Eskimo Artist: Kenojuak – John Feeney
  - 23 Skidoo – Julian Biggs
  - Mekong: A River of Asia – John Armstrong
  - Muloorina – David Cobham

- 1966 : Rig Move – Don Higgins
  - 60 Cycles – Jean-Claude Labrecque
  - One of Them Is Named Brett – Roger Graef

- 1967 : The War Game – Peter Watkins
  - The River Must Live – Alan Pendry
  - Sudden Summer – Richard Taylor
  - The Tortoise and the Hare – Hugh Hudson

- 1968 : Indus Waters – Derek Williams
  - Mafia No! – John Irvin
  - Opus – Don Levy (en)
  - Rail – Geoffrey Jones

- 1969 : Aucune récompense

### Années 1970
- 1970 : Picture to Post – Sarah Erulkar
  - Barbican – Robin Cantelon
  - Birthday – Franc Roddam
  - A Test of Violence – Stuart Cooper

- 1971 : The Shadow of Progress – Derek Williams
  - Blake – Bill Mason
  - The Gallery – Philip Mark Law
  - The Winds of Fogo – Colin Low

- 1972 : Alaska: The Great Land – Derek Williams
  - Big Horn – Bill Schmalz
  - The Long Memory – John Phillips

De 1973 à 1976 : John Grierson Award.
- 1973 : Memorial – James Allen
  - History of the Motor Car – Bill Mason
  - The Tide of Traffic – Derek Williams

- 1974 : Caring for History
  - Artistry in Tureens
  - The Scene from Melbury House
  - Without Due Care

- 1975 : Location North Sea
  - Acting in Turn – Robin Jackson
  - Facets of Glass
  - The Quiet Land

- 1976 : Sea Area Forties – John Armstrong
  - Leaving Lily – Charles Graham Baker
  - The Living Woodland – Ronald Eastman
  - Waiting on Weather – Ron Granville

De 1977 à 1979, 2 catégories : Meilleur court-métrage basé sur des faits et Meilleur court-métrage de fiction.
- 1977 :
  - Meilleur court-métrage basé sur des faits : The End of the Road – John Armstrong
    - Energy in Perspective – Peter De Normanville
    - The Speed Sailors – John Spencer

  - Meilleur court-métrage de fiction : Aucune récompense

- 1978 :
  - Meilleur court-métrage basé sur des faits : The Living City – Phillip De Normanville et Sarah Erulkar
    - Pipeline Alaska – John Armstrong
    - Reflections: Ireland – Paddy Carey
    - The Shetland Experience – Derek Williams

  - Meilleur court-métrage de fiction : The Bead Game – Ishu Patel
    - The Chinese Word for House – Kate Canning
    - Le Château de sable – Co Hoedeman

- 1979 :
  - Meilleur court-métrage basé sur des faits : Hokusai: An Animated Sketchbook – Tony White
    - I'll Find a Way – Beverly Shaffer
    - Planet Water – Derek Williams
    - Sunday Muddy Sunday – Lindsay Dale

  - Meilleur court-métrage de fiction : Aucune récompense

### Années 1980
Meilleur court-métrage de 1980 à 1983.
- 1980 : Butch Minds the Baby – Peter Webb
  - Dilemma – Clive Mitchell
  - Dream Doll – Bob Godfrey et Zlatko Grgic
  - M. Pascal – Alison De Vere

- 1981 : Sredni vashtar – Andrew Birkin
  - Box On – Lindsey Clennell
  - The Dollar Bottom – Roger Christian
  - Possessions – Andrew Bogle

- 1982 : Recluse – Bob Bentley
  - Couples and Robbers – Clare Peploe
  - Towers of Babel – Jonathan Lewis

- 1983 : The Privilege – Ian Knox
  - Rating Notman – Carlo Gebler
  - The Rocking Horse Winner – Robert Bierman
  - A Shocking Accident – James Scott

En 1984, 2 catégories : Meilleur court-métrage et Meilleur court-métrage d'animation.
- 1984 :
  - Meilleur court-métrage : Goodie-Two-Shoes – Ian Emes
    - The Crimson Permanent Assurance – Terry Gilliam
    - John Love – John A. Davis
    - Keep Off the Grass – Paul Weiland

  - Meilleur court-métrage d'animation : Henry's Cat – Stan Hayward

Meilleur court-métrage de 1985 à 1992.
- 1985 : The Dress – Eva Sereny
  - Killing Time – Chris O'Reilly
  - Samson and Delilah – Lee Philips

- 1986 : Careless Talk – Noella Smith
  - One for My Baby – Chris Fallon
  - The Woman Who Married Clark Gable – Thaddeus O'Sullivan

- 1987 : La Boule – Alain Ughetto
  - King's Christmas – Graham Dixon
  - Mohammed's Daughter – Suri Krishnamma
  - Seret Layla – Gur Heller

- 1988 : Artisten – Jonas Grimås
  - D'après Maria – Jean-Claude Robert
  - The Short & Curlies – Mike Leigh
  - Treacle – Peter Chelsom

- 1989 : Zashchitnik Sedov – Yevgeni Tsymbal
  - Cane Toads: An Unnatural History – Mark Lewis (en)
  - The Unkindest Cut – Jim Shields
  - Water's Edge – Suri Krishnamma

### Années 1990
- 1990 : The Candy Show – Peter Hewitt
  - Carmela Campo – Ariel Piluso
  - Tight Trousers – Metin Hüseyin
  - Uhloz – Guy Jacques

- 1991 : Say Good-bye – John Roberts
  - An der Grenze – Max Linder
  - Chicken – Jo Shoop
  - Dear Rosie – Peter Cattaneo

- 1992 : The Harmfulness of Tobacco – Nick Hamm
  - Breath of Life – Navin Thapar
  - Man Descending – Neil Grieve
  - Trauma – Gerhard J. Rekel

Depuis 1993, 2 catégories : Meilleur court-métrage et Meilleur court-métrage d'animation.
- 1993 :
  - Meilleur court-métrage : Omnibus – Sam Karmann
    - Deux ramoneurs chez une cantatrice – Michel Caulea
    - Heart Songs – Sue Clayton
    - A Sense of History – Mike Leigh

  - Meilleur court-métrage d'animation : Daumier's Law – Geoff Dunbar
    - A Is for Autism – Tim Webb
    - Blindscape – Stephen Palmer
    - Soho Square – Mario Cavalli et Sue Paxton

- 1994 :
  - Meilleur court-métrage : Franz Kafka's It's a Wonderful Life – Peter Capaldi
    - One Night Stand – Bill Britten
    - A Small Deposit – Eleanor Yule
    - Syrup – Paul Unwin

  - Meilleur court-métrage d'animation : Aucune récompense

- 1995 :
  - Meilleur court-métrage : Zinky Boys Go Underground – Paul Tickell
    - Lost Mojave – Jonathan Cordish
    - Marooned – Jonas Grimås
    - That Sunday – Dan Zeff

  - Meilleur court-métrage d'animation : The Big Story – David Stoten et Tim Watts
    - Le Moine et le poisson – Michaël Dudok De Wit
    - Pib and Pog – Peter Peake
    - Stressed – Karen Kelly

- 1996 :
  - Meilleur court-métrage : It's Not Unusual – Kfir Yefet
    - Cabbage – David Stewart
    - Hello, Hello, Hello – David Thewlis
    - The Last Post – Ed Blum

  - Meilleur court-métrage d'animation : Aucune récompense

- 1997 :
  - Meilleur court-métrage : Des majorettes dans l'espace – David Fourier
    - The Butterfly Man – Barry Ackroyd
    - Dual Balls – Dan Zeff
    - Machination – Ralph Seiler
    - Tout doit disparaître – Jean-Marc Moutout

  - Meilleur court-métrage d'animation : La Vieille dame et les pigeons – Sylvain Chomet
    - Testament: The Bible in Animation (Épisode Joseph) – Gary Hurst
    - Testament: The Bible in Animation (Épisode Moïse) – Aida Zyablikova
    - Famous Fred – Joanna Quinn
    - The Saint Inspector de  Dan Zeff
    - Trainspotter de  Neville Astley et Jeff Newitt

- 1998 :
  - Meilleur court-métrage : The Deadness of Dad – Philippa Cousins et Mandy Sprague
    - Crocodile Snap – Joe Wright
    - Gasman – Lynne Ramsay
    - Little Sisters – Andy Goddard

  - Meilleur court-métrage d'animation : Stage Fright – Steve Box
    - El Caminante – Jeremy Moorshead et Debra Smith
    - Flatworld – Daniel Greaves
    - T.R.A.N.S.I.T. – Piet Kroon

- 1999 :
  - Meilleur court-métrage : Home – Morag McKinnon
    - Anthrakitis – Sara Sugarman
    - Eight – Stephen Daldry
    - In Memory of Dorothy Bennett – Martin Radich

  - Meilleur court-métrage d'animation : The Canterbury Tales – Jonathan Myerson
    - 1001 Nights – Michael Smith
    - Gogwana – Sion Jones, Michael Mort et Joe Turner
    - Humdrum – Peter Peake

### Années 2000
- 2000 :
  - Meilleur court-métrage : Who's My Favourite Girl? – Adrian McDowall
    - Bait – Tom Shankland
    - Perdie – Faye Gilbert
    - The Tale of the Rat That Wrote – Billy O'Brien

  - Meilleur court-métrage d'animation : The Man with the Beautiful Eyes – Jonathan Hodgson
    - Jolly Roger – Mark Baker
    - Le Vieil Homme et la Mer – Alexandre Petrov
    - The Periwig-Maker – Steffen Schäffler

- 2001 :
  - Meilleur court-métrage : Shadowscan – Tinge Krishnan
    - Going Down – Tom Shankland
    - Je t'aime John Wayne – Toby MacDonald
    - The Last Post – Dominic Santana
    - Sweet – Elyse Couvillion

  - Meilleur court-métrage d'animation : Father and Daughter – Michaël Dudok De Wit
    - Cloud Cover – Lisbeth Svärling
    - Lounge Act – Gareth Love
    - Six of One – Tim Webb

- 2002 :
  - Meilleur court-métrage : About a Girl – Brian Percival
    - Inferno – Paul Kousoulides
    - The Red Peppers – Dominic Santana
    - Skin Deep – Yousaf Ali Khan
    - Tattoo – Jules Williamson

  - Meilleur court-métrage d'animation : Dog – Suzie Templeton
    - Camouflage – Jonathan Hodgson
    - Home Road Movies – Robert Bradbrook
    - Tuesday – Geoff Dunbar
    - The World of Interiors – Bunny Schendler

- 2003 :
  - Meilleur court-métrage : My Wrongs 8245-8249 and 117 – Christopher Morris
    - Bouncer – Michael Baig-Clifford
    - Candy Bar Kid – Shan Khan
    - Good Night – Sun-Young Chun
    - The Most Beautiful Man in the World – Alicia Duffy
    - Rank – David Yates

  - Meilleur court-métrage d'animation : Fish Never Sleep – Gaëlle Denis
    - The Chubbchubbs! – Eric Armstrong
    - The Dog Who Was a Cat Inside – Siri Melchior
    - Sap – Hyun-Joo Kim
    - Wedding Espresso – Sandra Ensby

- 2004 :
  - Meilleur court-métrage : Brown Paper Bag – Michael Baig-Clifford
    - Bye-Child – Bernard MacLaverty
    - Nits – Harry Wootliff
    - Sea Monsters – Mark Walker
    - Talking with Angels – Yousaf Ali Khan

  - Meilleur court-métrage d'animation : Jojo in the Stars – Marc Craste
    - Dad's Dead – Chris Shepherd
    - Dear, Sweet Emma – John Cernak
    - Nibbles – Christopher Hinton
    - Plumber – Andrew Knight

- 2005 :
  - Meilleur court-métrage : The Banker – Hattie Dalton
    - Can't Stop Breathing – Amy Neil
    - Elephant Boy – Rene Mohandas
    - Knitting a Love Song – Debbie Ballin et Annie Watson
    - Six Shooter – Martin McDonagh

  - Meilleur court-métrage d'animation : Birthday Boy – Sejong Park
    - City Paradise – Gaëlle Denis
    - Heavy Pockets – Sarah Cox
    - His Passionate Bride – Monika Forsberg
    - Little Things – Daniel Greaves

- 2006 :
  - Meilleur court-métrage : Antonio's Breakfast – Daniel Mulloy
    - Call Register – Ed Roe
    - Heavy Metal Drummer – Toby MacDonald et Luke Morris
    - Heydar, yek Afghani dar Tehran – Babak Jalali
    - Lucky – Avie Luthra

  - Meilleur court-métrage d'animation : Sztuka spadania – Tomek Baginski
    - Film Noir – Osbert Parker
    - Kamiya tsûshin – Sumito Sakakibara
    - The Mysterious Geographic Explorations of Jasper Morello – Anthony Lucas
    - Rabbit – Run Wrake

- 2007 :
  - Meilleur court-métrage : Do Not Erase – Asitha Ameresekere
    - Care – Corinna Faith
    - Cubs – Tom Harper
    - Hikikomori – Paul Wright
    - Kissing, Tickling and Being Bored – Jim McRoberts

  - Meilleur court-métrage d'animation : Guy 101 – Ian W. Gouldstone
    - Dreams and Desires: Family Ties – Joanna Quinn
    - Pierre et le Loup – Suzie Templeton

- 2008 :
  - Meilleur court-métrage : Dog Altogether – Paddy Considine
    - Hesitation – Virginia Gilbert
    - The One and Only Herb McGwyer Plays Wallis Island – James Griffiths
    - Soft – Simon Ellis
    - The Stronger – Lia Williams

  - Meilleur court-métrage d'animation : The Pearce Sisters – Luis Cook
    - The Crumblegiant – John McCloskey
    - Yours Truly – Osbert Parker

- 2009 :
  - Meilleur court-métrage : September – Esther Campbell
    - Kingsland #1: The Dreamer – Tony Grisoni
    - Love You More – Sam Taylor-Wood
    - Ralph – Alex Winckler
    - Voyage d'affaires – Sean Ellis

  - Meilleur court-métrage d'animation : Wallace et Gromit : Sacré Pétrin (Wallace and Gromit in 'A Matter of Loaf and Death' ) – Nick Park
    - Codswallop – Greg McLeod et Myles McLeod
    - Varmints – Marc Craste

### Années 2010
- 2010 :
  - Meilleur court-métrage : I Do Air – Martina Amati
    - 14 – Asitha Ameresekere
    - Jade – Daniel Elliott
    - Mixtape – Luke Snellin
    - Off Season – Jonathan van Tulleken

  - Meilleur court-métrage d'animation : Mother of Many – Sally Arthur et Emma Lazenby
    - The Happy Duckling – Gili Dolev
    - The Gruffalo – Jakob Schuh et Max Lang

- 2011 :
  - Meilleur court métrage : Until The River Runs Red – Paul Wright
    - Connect – Samuel Abrahams
    - Lin – Piers Thompson
    - Rite – Michael Pearce
    - Turning – Karni Arieli et Saul Freed

  - Meilleur court-métrage d'animation : The Eagleman Stag – Michael Please
    - Matter Fisher – David Prosser
    - Thursday – Matthias Hoegg

- 2012 : 
  - Meilleur court métrage : Pitch Black Heist – John Maclean, Gerardine O'Flynn
    - Chalk – Martina Amati, Gavin Emerson, James Bolton, Ilaria Bernardini
    - Mwansa The Great – Rungano Nyoni, Gabriel Gauchet
    - Only Sound Remains – Arash Ashtiani, Anshu Poddar
    - Two and Two – Babak Anvari, Kit Fraser, Gavin Cullen

  - Meilleur court-métrage d'animation : A Morning Stroll – Grant Orchard, Sue Goffe
    - Abuelas – Afarin Eghbal, Kasia Malipan, Francesca Gardiner
    - Bobby Yeah – Robert Morgan

- 2013 : 
  - Meilleur court-métrage : Swimmer - Lynne Ramsay, Peter Carlton, Diarmid Scrimshaw
    - The Curse - Fyzal Boulifa, Gavin Humphries
    - Good Night - Muriel D'Ansembourg, Eva Sigurdardottir
    - Tumult - Johnny Barrington, Rhianna Andrews
    - The Voorman Problem - Mark Gill, Baldwin Li

  - Meilleur court-métrage d'animation : The Making of Lingbird - Will Anderson, Ainslie Henderson
    - Here to Fall - Kris Kelly, Evelyn McGrath
    - I'm Fine Thanks - Eamonn O’Neill

- 2014 : 
  - Meilleur court-métrage : Room 8
    - Island Queen
    - Keeping Up with the Joneses
    - Orbit Ever After
    - Sea View

  - Meilleur court-métrage d'animation : Sleeping with the Fishes
    - Everything I Can See from Here
    - I Am Tom Moody

- 2015 : 
  - Meilleur court-métrage : Boogaloo and Graham
    - Emotional Fusebox
    - The Karman Line
    - Slap
    - Three Brothers

  - Meilleur court-métrage d'animation : The Bigger Picture
    - Monkey Love Experiments
    - My Dad

- 2016 : 
  - Meilleur court-métrage : Operator
    - Elephant
    - Mining Poems of Odes
    - Over
    - Samuel-613

  - Meilleur court-métrage d'animation : Edmond
    - Manoman
    - Prologue

- 2017 : 
  - Meilleur court-métrage : Home
    - Consumed
    - Mouth of Hell
    - The Party 2016
    - Standby

  - Meilleur court-métrage d'animation : A Love
  - Story
    - The Alan Dimension
    - Tough

- 2018 : 
  - Meilleur court-métrage : Cowboy Dave
    - Aamir
    - A Drowning Man
    - Work
    - Wren Boys

  - Meilleur court-métrage d'animation : Poles Apart
    - Have Heart
    - Mamoon

- 2019 : 
  - Meilleur court-métrage : 73 Cows
    - Bachelor, 38 - Angela Clarke
    - The Blue Door - Ben Clark, Megan Pugh et Paul Taylor
    - The Field - Sandhya Suri et Balthazar de Ganay
    - Wale - Barnaby Blackburn, Sophie Alexander, Catherine Slater et Edward Speleers

  - Meilleur court métrage d'animation : RoughHouse
    - I'm OK - Elizabeth Hobbs, Abigail Addison et Jelena Popović
    - Marfa - Gary McLeod et Myles McLeod

### Années 2020
- 2020 :
  - Meilleur court-métrage : Learning to Skateboard in a Warzone (If You're a Girl)
    - Azaar - Myriam Raja et Nathanael Baring
    - Goldfish - Hector Dockrill, Harrui Kamalanathan, Banadict Turnbull et Laura Dockrill
    - Kamali - Sasha Rainbow et Rosalind Croad
    - The Trap - Lena Headey et Anthony Fitzgerald

  - Meilleur court-métrage d'animation : Grandas was a romantic
    - In Her Boots - Kathrin Steinbacher
    - The Magic Boat - Naaman Azhari et Lilia Laurel

- 2021 : 
  - Meilleur court-métrage : The Present - Farah Nabulsi
    - Lizard - Akinola Davies, Rachel Dargavel et Wale Davies
    - Lucky Break - John Addis et Rami Sarras Pantoja
    - Miss Curvy - Ghada Eldemellawy
    - Eyelash - Jesse Lewis Reece et Ike Newman

  - Meilleur court-métrage d'animation : The Owl and the Pussycat - Mole Hill, Laura Duncalf
    - The Fire Next Time - Renaldho Pelle, Yanling Wang et Kerry Jade Kolbe
    - The Song of a Lost Boy - Daniel Quirke, Jamie MacDonald et Brid Arnstein

- 2022 :
  - Meilleur court-métrage : The Black Cop – Cherish Oleka
    - Femme – Sam H. Freeman, Ng Choon Ping, Sam Ritzenberg et Hayley Williams
    - The Palace – Jo Prichard
    - Stuffed – Joss Holden-Rea et Theo Rhys
    - Three Meetings of the Extraordinary Committee – Max Barron, Daniel Wheldon et Michael Woodward

  - Meilleur court-métrage d'animation : Do Not Feed the Pigeons – Antonin Niclass, Vladimir Krasilnikov et Jordi Morera
    - Affairs of the Art – Les Mills et Joanna Quinn
    - Night of the Living Dread – Danielle Goff, Hannah Kelso, Ida Melum et Laura Jayne Tunbridge

- 2023 : 
  - Meilleur court-métrage : An Irish Goodbye
    - The Ballad Of Olive Morris
    - Bazigaga
    - Bus girl
    - A Drifting Up

  - Meilleur court-métrage d'animation : L'Enfant, la Taupe, le Renard et le Cheval (The Boy, the Mole, the Fox, and the Horse)
    - Middle Watch
    - Your Mountain is Waiting

- 2024 : 
  - Meilleur court-métrage : Jellyfish and Lobster – Yasmin Afifi et Elizabeth Rufai
    - Festival of Slaps – Abdou Cissé, Cheri Darbon et George Telfer
    - Gorka – Joe Weiland et Alex Jefferson
    - Such a Lovely Day – Simon Woods, Polly Stokes, Emma Norton et Kate Phibbs
    - Yellow – Elham Ehsas, Dina Mousawi (en), Azeem Bhati et Yiannis Manolopoulos

  - Meilleur court-métrage d'animation : Crab Day – Ross Stringer, Bartosz Stanislawek et Aleksandra Sykulak 
    - Visible Mending – Samantha Moore et Tilley Bancroft
    - Wild Summon (en) – Karni Arieli, Saul Freed et Jay Woolley

- 2025 : 
  - Meilleur court-métrage : Rock, Paper, Scissors – Franz Böhm, Ivan et Hayder Rothschild Hoozeer
  - The Flowers Stand Silently, Witnessing – Theo Panagopoulos et Marissa Keating
  - Marion – Joe Weiland, Finn Constantine et Marija Djikic
  - Milk – Miranda Stern and Ashionye Ogene
  - Stomach Bug – Matty Crawford et Karima Sammout-Kanellopoulou
  - Meilleur court-métrage d'animation : Wander to Wonder – Nina Gantz, Stienette Bosklopper, Simon Cartwright et Maarten Swart
  - Adiós – José Prats, Natalia Kyriacou et Bernardo Angeletti
  - Mog's Christmas – Robin Shaw, Joanna Harrison, Camilla Deakin et Ruth Fielding